# Javier Mascherano
Javier Alejandro Mascherano, argentinski nogometaš, * 8. junij 1984, San Lorenzo, Santa Fe, Argentina.
Mascherano je večji del kariere igral za Barcelono. Sodeloval je na nogometnemu delu poletnih olimpijskih iger leta 2004.